# Península Núñez
La península Núñez (en inglés, Núñez Peninsula) (54°15′S 37°21′O / -54.250, -37.350) es una península rocosa y relativamente libre de nieve de unos 8 kilómetros de largo, que se extiende en la costa sur de la isla San Pedro, la principal del archipiélago de las islas Georgias del Sur, entre la bahía Reina Maud y la ensenada Jossac. Los primeros balleneros y cazadores de focas en San Pedro comenzaron a llamar así a la península y luego el Comité Antártico de Lugares Geográficos del Reino Unido hizo oficial el nombre. En el extremo suroeste de la península, se encuentra el cabo Núñez.